# Китченер, Герберт
Гора́цио Ге́рберт Ки́тченер (или Гора́ций), 1-й граф Китченер (с 29 июня 1914) (англ. Horatio Herbert Kitchener, 1st Earl Kitchener; 24 июня 1850, Баллилонгфорд, Ирландия — 5 июня 1916, около Оркнейских островов) — британский военный деятель, фельдмаршал (10 сентября 1909).

## Биография
Герберт Китченер родился в семье отставного офицера Генри Горацио Китченера (1805—1894). С 1863 года с семьёй жил в Швейцарии, где учился во французской школе.
С 1866 года — в британской армии. Окончил военную академию в Вулидже (1868 год). Участвовал добровольцем во франко-прусской войне 1870—1871 годов на стороне Франции.
С 1871 года — в инженерных войсках, тогда же произведён в офицеры. С 1874 года — в английских колониальных войсках в Британском Камеруне, с 1872 года — на Кипре.
С 1882 года командовал британской кавалерией в Египте, участвовал в Нильской экспедиции в Судан.
В 1886—1889 годах — губернатор Суахима (Восточный Судан).
С 1888 года — генерал-адъютант египетской армии, затем в составе британских колониальных войск в Судане.
В 1895—1898 годах в качестве командующего англо-египетскими войсками руководил подавлением восстания махдистов (сторонников мусульманского проповедника Мухаммеда Ахмеда, провозгласившего себя махди, то есть спасителем, мессией) в Судане. Восстание возглавил преемник Ахмеда Абдуллах ибн Мухаммад ат-Таиша.
Китченер разгромил махдистов в сражении при Омдурмане в сентябре 1898 года, уничтожив половину армии противника. Приказал вырыть из могилы тело махди и бросить его в Нил. 1 ноября 1898 года получил титул барона.
После этого Мухаммад ат-Таиша вёл партизанскую войну и был убит в стычке при Ом-Дебрикате в 1899 году.
После Омдурмана Китченер вскрыл специальное запечатанное письмо премьер-министра Солсбери, в котором говорилось, что настоящей причиной приказа Солсбери о завоевании Судана было предотвращение вторжения Франции в Судан, и что разговоры о "мести за обезглавленного Гордона" были всего лишь предлогом. В Фашоде (современный Кодок) 18 сентября 1898 года Китченер столкнулся с французским отрядом Маршана. Из Фашодского инцидента победителем вышла Англия, едва не вступившая в войну с Францией.
В результате Судан был превращен в английскую колонию, а Китченер в 1899 году стал генерал-губернатором Судана.
С декабря 1899 года — начальник штаба, в 1900—1902 годах был главнокомандующим британскими войсками в англо-бурской войне, во время которой ввёл систему концентрационных лагерей для мирного населения. 11 июля 1902 года получил титул виконта.
В 1902—1909 годах — Главнокомандующий британскими войсками в Британской Индии, где сумел реформировать армию. Однако, не поладив с вице-королём Керзоном, вернулся в Англию и был назначен членом Совета обороны.
С 1911 года — британский агент и генеральный консул Великобритании в Египте, фактический правитель этой страны.

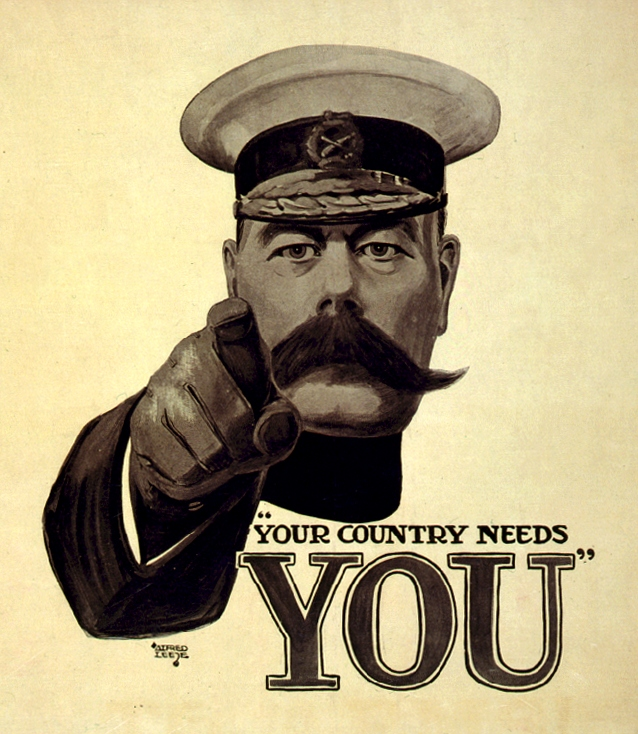
«Твоя страна нуждается в тебе!» Гораций Китченер на английском плакате времён войны.

В годы Первой мировой войны с 6 августа 1914 года был военным министром Великобритании. На этом посту сумел многократно увеличить численность британской армии за счёт добровольцев и подготовил введение в январе 1916 года всеобщей воинской повинности. С началом позиционной войны сосредоточил усилия на развитии артиллерийской промышленности и росте производства боеприпасов. С военной точки зрения — сторонник операций на второстепенных театрах.

### Гибель
В связи с ухудшением ситуации на Восточном фронте возникла необходимость встречи высшего военного руководства союзников. 14 мая 1916 было получено официальное приглашение от Николая II.
5 июня 1916 года Китченер отплыл из Скапа-Флоу в Архангельск с визитом в Россию на крейсере «Хэмпшир». Вечером того же дня корабль подорвался на мине, установленной германской подводной лодкой U-75, и затонул. Погибли почти все находившиеся на борту крейсера, в том числе Китченер (спаслось только 12 человек из более чем 700).
В Англии все были потрясены: поездка Китченера держалась в секрете. О гибели «Хэмпшира» Лондон сообщил только на следующий день. Задержка породила массу домыслов. Ходили слухи, что кайзеровская разведка узнала маршрут крейсера, и либо диверсанты установили бомбу с часовым механизмом в артиллерийском погребе, либо была выслана подводная лодка, которая торпедировала корабль.

### Конспирологические теории
После войны некоторые обвиняли членов английского правительства, в том числе будущего премьер-министра Уинстона Черчилля, в передаче информации противнику с целью избавиться от Китченера. Также фигурировала версия, что виновницей гибели была императрица Александра Фёдоровна, которая сообщила кайзеру Вильгельму о поездке военного министра Великобритании в Россию.

## Увековечивание
- Китченера называют в числе вероятных прообразов Старшего Брата — персонажа романа Джорджа Оруэлла «1984»[9].
- В фильме King’s Man: Начало роль Герберта Китченера исполнил Чарльз Дэнс.
- В 2014 году в память о Первой мировой войне Королевский монетный двор Великобритании выпустил монету номиналом в 2 фунта с изображением плаката «Твоя страна нуждается в тебе!»

## Воинские звания
- 1871 — лейтенант
- 1883 — капитан
- 1889 — майор (временно находился в чинах майора в 1884—1885, подполковника в 1885—1889, полковника в 1889—1894, бригадного генерала в 1894—1896)
- 1896, 25 сентября — генерал-майор
- 1900, 29 ноября — генерал-лейтенант
- 1902, 1 июня — генерал
- 1909, 10 сентября — фельдмаршал

## Награды
Ордена
- Орден Подвязки (3 июня 1915)
- Орден Святого Патрика (19 июня 1911)
- Рыцарь Большого креста Ордена Святого Михаила и Святого Георгия (29 ноября 1900)
- Рыцарь-командор Ордена Святого Михаила и Святого Георгия (12 февраля 1894)
- Кавалер Ордена Святого Михаила и Святого Георгия (6 августа 1886)
- Рыцарь Большого креста Ордена Бани (15 ноября 1898)
- Рыцарь-командор Ордена Бани (17 ноября 1896)
- Рыцарь Ордена Бани (8 ноября 1889)
- Орден Заслуг (26 июня 1902)
- Рыцарь — великий командор Ордена Индийской империи (1 января 1908)
- Рыцарь — великий командор Ордена Звезды Индии (25 июня 1909)
- Королевская Суданская медаль[англ.]
- Орден Османие 1-го класса (Османская империя, 7 декабря 1896)
- Орден Османие 2-го класса (Османская империя, 30 апреля 1894)
- Орден Османие 3-го класса (Османская империя, 11 июня 1885)
- Орден Меджидие 1-го класса (Османская империя, 18 ноября 1893)
- Орден Меджидие 2-го класса (Османская империя, 18 июня 1888)
- Кавалер Большого креста Ордена Почётного легиона (Франция, 24 февраля 1916)
- Кавалер Большого креста Ордена Звезды Карагеоргия с мечами (Сербия, 1918 (посмертно))

Титулы
- Титул графа Хартумского (1914)
- Титул виконта Ваальского, Трансваальского и Аспальского (1902)
- Титул виконта Брумского (1914)
- Титул барона (1898)
- Титул барона Дентон (1914)